# هتر اسمال
هتر اسمال (انگلیسی: Heather Small؛ زادهٔ ۲۰ ژانویهٔ ۱۹۶۵) یک موسیقی‌دان اهل بریتانیا است. وی از سال ۱۹۸۶ میلادی تاکنون مشغول فعالیت بوده‌است.